# Муратовка (Пензенская область)
Муратовка — село в Мокшанском районе Пензенской области России. Входит в состав Царевщинского сельсовета.

## География
Село находится в северной части Пензенской области, в пределах Сурско-Мокшанской возвышенности, в лесостепной зоне, на берегах реки Рысевки, при автодороге 58Н-188, на расстоянии примерно 20 километров (по прямой) к северо-востоку от рабочего посёлка Мокшан, административного центра района. Абсолютная высота — 171 метр над уровнем моря.

### Климат
Климат характеризуется как умеренно континентальный, с холодной продолжительной зимой и тёплым летом. Среднегодовая температура воздуха — 4,6 °C. Средняя температура воздуха самого тёплого месяца (июля) — 19 °C; самого холодного (января) — −13 °C. Безморозный период длится 150 дней. Продолжительность вегетационного периода — в среднем 144 дня. Среднегодовое количество атмосферных осадков варьируется от 480 до 500 мм, из которых большая часть выпадает в тёплый период. Снежный покров устанавливается в конце ноября и держится в течение 141 дня.

### Часовой пояс
Село Муратовка, как и вся Пензенская область, находится в часовой зоне МСК (московское время). Смещение применяемого времени относительно UTC составляет +3:00.

## Население
| 1719  | 1747  | 1782 | 1864  | 1877  | 1897  | 1910  |
| ----- | ----- | ---- | ----- | ----- | ----- | ----- |
| 92    | ↗662  | ↘497 | ↗1148 | ↘1030 | ↗1061 | ↗1321 |
| 1926  | 1930  | 1939 | 1959  | 1979  | 1989  | 1996  |
| ↗1404 | ↗1576 | ↘934 | ↘509  | ↘261  | ↗280  | ↗306  |
| 2002  | 2010  |      |       |       |       |       |
| ↘243  | ↘204  |      |       |       |       |       |

### Национальный состав
Согласно результатам переписи 2002 года, в национальной структуре населения русские составляли 91 % из 243 чел.